# Weegee
Weegee właściwie Arthur Fellig (ur. 12 czerwca 1899, zm. 26 grudnia 1968) – amerykański fotograf i dziennikarz, jeden z najbardziej znanych reportażystów XX wieku. Pseudonim Weegee pochodził od sposobu w jaki wymawiał nazwę Tablicy Ouija (Fellig podejrzewany był o posiadanie zdolności paranormalnych, które miały umożliwiać mu zjawianie się na miejscach wypadków i morderstw przed przyjazdem służb mundurowych).
Weegee urodził się jako Usher Fellig w Złoczowie na terenie austro-węgierskiej Galicji (obecnie Ukraina). W 1909 jego rodzina, uciekając przed prześladowaniami ze strony antysemitów, uciekła do Nowego Jorku, gdzie Fellig spędził resztę życia i zmarł.
Od lat 20. XX w. zajmował się czarno-białym fotoreportażem. Pracował głównie w nocy. Fotografował miejsca zbrodni oraz wypadków, wielkie pożary oraz głośne aresztowania. Sporo czasu poświęcał mieszkańcom slumsów Nowego Jorku, drobnym rzezimieszkom oraz szeregowym członkom mafii. Lubował się w skandalu: ofiary mordów w kałużach krwi czy ciała przysłonięte prześcieradłem należały do jego ulubionych tematów.
W 1938 był jedynym dziennikarzem mającym prawo podsłuchiwać policyjne kanały radiowe. W 1945 opublikował książkę ze zdjęciami pod tytułem „Naked City” (Nagie miasto), która stała się inspiracją dla głośnego filmu dokumentalnego pod tym samym tytułem oraz serii telewizyjnych dramatów policyjnych. Weegee współpracował też z Hollywood. Kręcił krótkie filmy oraz robił zdjęcia z filmowych planów, m.in. „Dr Strangelove” Stanleya Kubricka.
W latach 50. XX w. eksperymentował z fotografią panoramiczną i pryzmatami. Fotografował Marilyn Monroe. Podróżował też po Europie.
Zdjęcie Weegee’ego pojawiło się na okładce płyty George Michaela „Listen Without Prejudice”.
W 2009 w ramach Miesiąca Fotografii w Krakowie, po raz pierwszy w Polsce została zorganizowana wystawa Weegee’ego, prezentująca wyłącznie oryginalne odbitki pochodzące z kolekcji Hendrika Berinsona, właściciela cenionej galerii berlińskiej. Większość wystawionych prac powstała w latach 1935–1947, uważanych za szczególnie ważne dla dorobku autora.